# Драгомирово (област Перник)
Вижте пояснителната страница за други значения на Драгомирово.
Драгомирово е село в Западна България. То се намира в община Радомир, област Перник.

## География
Село Драгомирово се намира в планински район.
То е разположено в северните гънки на Конявската планина. Намира се пряко на пътя, който свързва Радомирската котловина с Кюстендилското поле (това е магистралата Радомир – Кюстендил).